# Bergfeld
Bergfeld is een gemeente in de Duitse deelstaat Nedersaksen. De gemeente maakt deel uit van de Samtgemeinde Brome in het Landkreis Gifhorn. Bergfeld telt 908 inwoners.

## Geboren
- Jan van Risseghem (1923-2007), Belgisch piloot en huurling

- MusicBrainz: e2f951c5-8b92-41a9-b400-855cc7548f84

Adenbüttel · 
Barwedel · 
Bergfeld · 
Bokensdorf · 
Brome · 
Calberlah · 
Dedelstorf · 
Didderse · 
Ehra-Lessien · 
Gifhorn · 
Giebel gemeentevrij gebied · 
Groß Oesingen · 
Hankensbüttel · 
Hillerse · 
Isenbüttel · 
Jembke · 
Leiferde · 
Meine · 
Meinersen · 
Müden (Aller) · 
Obernholz · 
Osloß · 
Parsau · 
Ribbesbüttel · 
Rötgesbüttel · 
Rühen · 
Sassenburg · 
Schönewörde · 
Schwülper · 
Sprakensehl · 
Steinhorst · 
Tappenbeck · 
Tiddische · 
Tülau · 
Ummern · 
Vordorf · 
Wagenhoff · 
Wahrenholz · 
Wasbüttel · 
Wesendorf · 
Weyhausen · 
Wittingen